# 斯托 (紐約州)
斯托（英語：Stow）是位於美國紐約州學托擴縣的非建制地區。

## 歷史
斯托的郵局自1880年營運至今。

## 地理
斯托所處的海拔為高於海平面400米（即1312英呎），而該地所採用的時區為UTC-5，即北美东部时区（EST）。同時該地設有夏令時間，為UTC-5調快一小時，即UTC-4（EDT）。